# Nueva Libertad, La Concordia
Nueva Libertad är en ort i Mexiko.   Den ligger i kommunen La Concordia och delstaten Chiapas, i den sydöstra delen av landet, 800 km sydost om huvudstaden Mexico City. Nueva Libertad ligger 534 meter över havet och antalet invånare är 1 005.
Terrängen runt Nueva Libertad är kuperad österut, men västerut är den platt. Runt Nueva Libertad är det glesbefolkat, med 19 invånare per kvadratkilometer. Närmaste större samhälle är El Ámbar, 2,8 km väster om Nueva Libertad. I omgivningarna runt Nueva Libertad växer huvudsakligen savannskog.